# Kalmückenknoten
Der Kalmückenknoten  (russ. калмыцкий узел) dient zum Knüpfen einer festen Schlaufe. Obwohl er im Westen noch weitestgehend unbekannt ist, wird er in Sibirien und Zentralasien oft anstelle des Palstek verwendet.
Der Kalmückenknoten wird sowohl von kalmückischen und ewenkischen Rentierzüchtern zum Anbinden der Tiere, als auch in der russischen Seefahrt verwendet. In der Handelsmarine der DDR war er ebenfalls bekannt.
Im Ashley-Buch der Knoten wird der Knoten nicht aufgeführt, er findet jedoch Erwähnung im russischen Standardwerk über Seefahrerknoten, Морские узлы von Lew Skrjagin (1930–2000).

## Vorteile
Durch die auf Slip gelegte Schlaufe lässt sich der Knoten durch Zug am losen Ende blitzschnell lösen.

## Alternativen

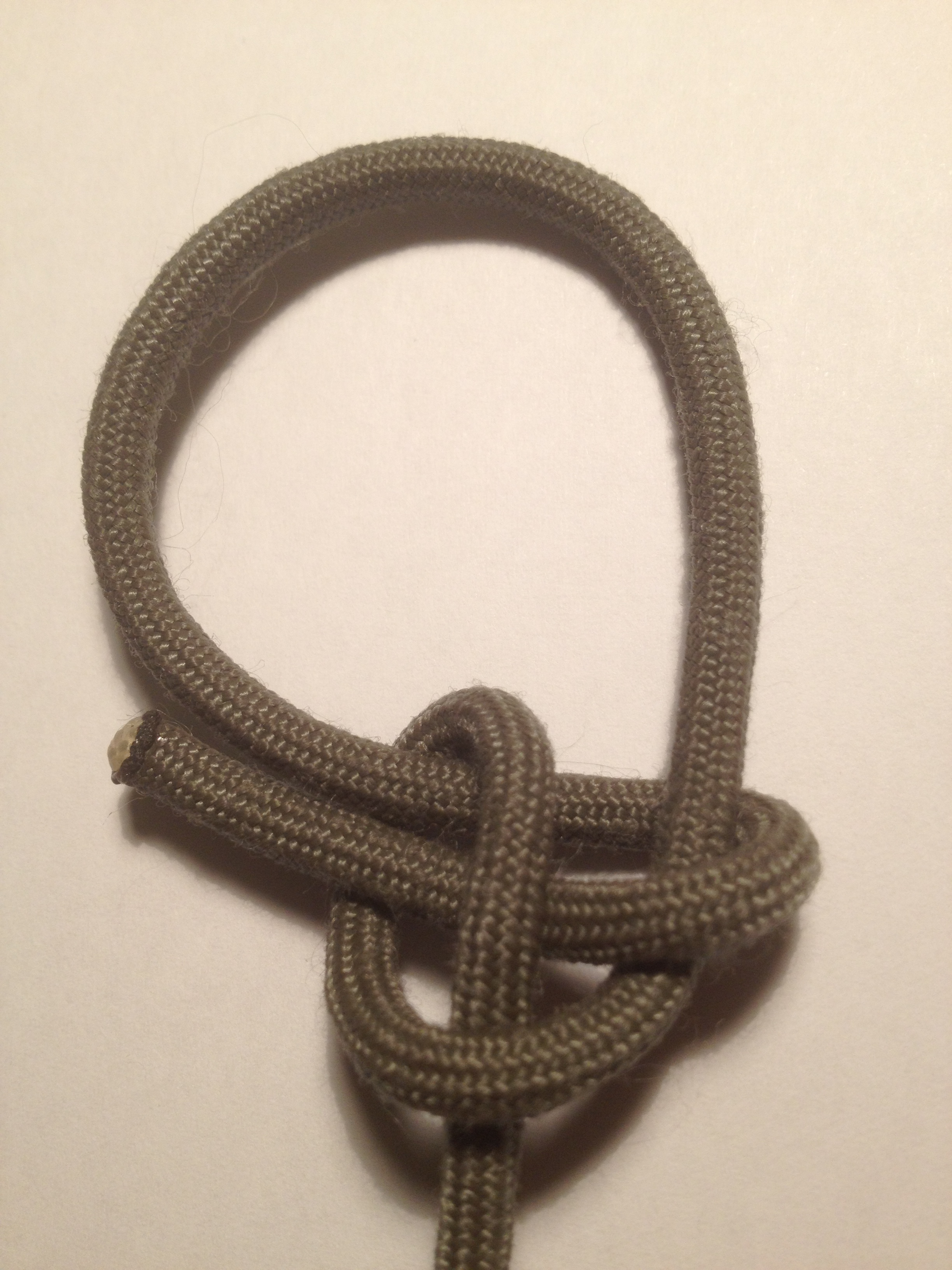
Der Kalmückenknoten nicht auf Slip gelegt, wird auch Kosakenknoten genannt.

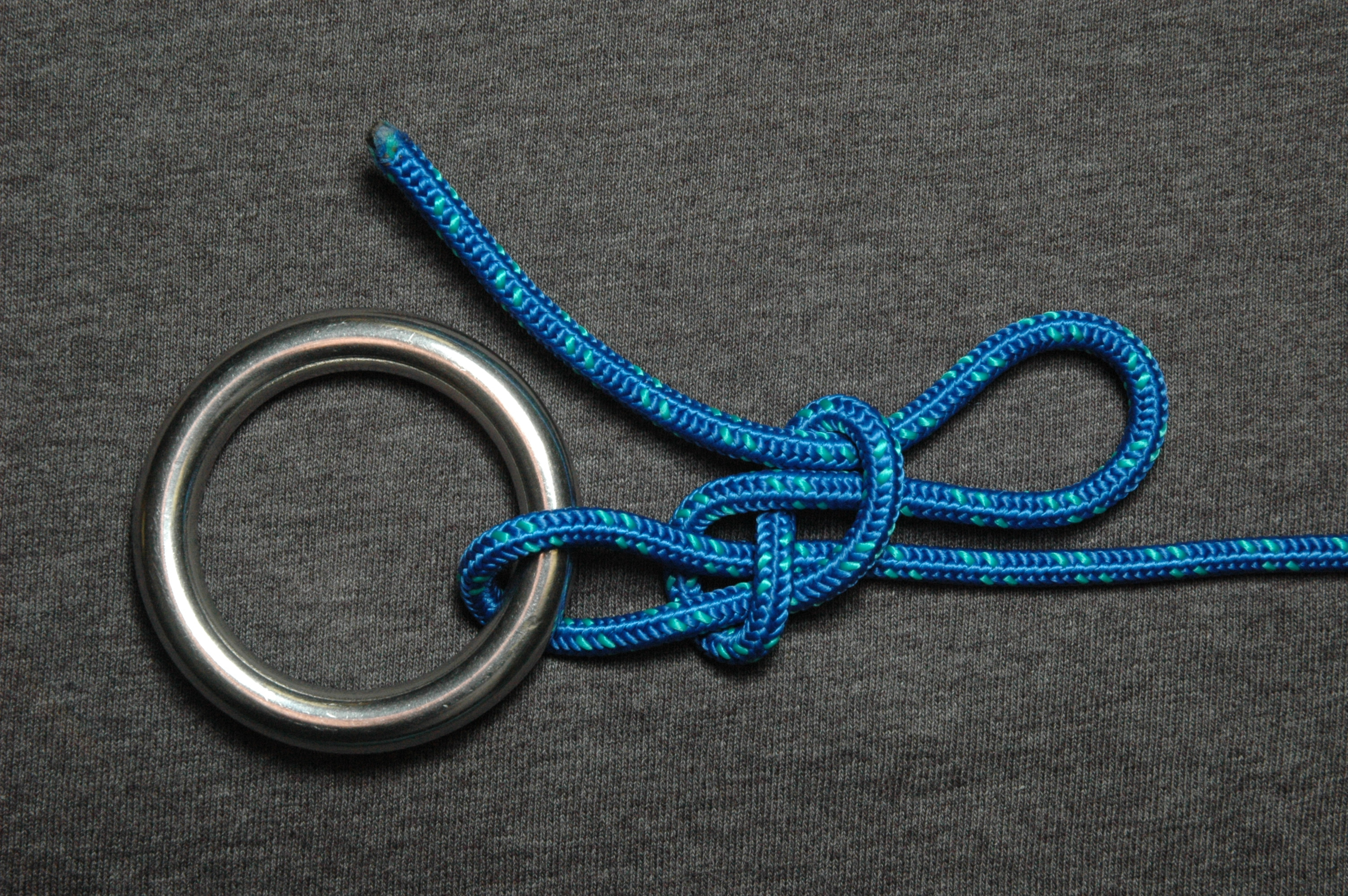
Ewenkenknoten

- Ohne Slip wird der Knoten auch Kosakenknoten genannt.
- Zum Anbinden benutzen die Ewenken auch den Ewenkenknoten.